# 文国刚
文国刚（1940年1月4日—2020年3月23日），湖南沅江人，生于湖南衡山，中国击剑运动员、教练员。其弟子包括奥运会冠军栾菊杰等。1984年，他被评为新中国成立35年来杰出教练员。1989年，被评为建国40年以来杰出教练员。

## 生平
1940年生于湖南衡山，祖籍沅江。从小在长沙长大。1956年开始接触击剑。1958年被选中进入湖北击剑队，毕业于武汉体育学院。1959年3月获全国体育院校举重击剑比赛男子花剑冠军，同年9月获首届全运会花剑亚军。1959年由于三年自然灾害，湖北击剑队解散。为了心爱的击剑，他赴南京参加江苏省体工队击剑队。1965年代表江苏队获第二届全运会男子花剑冠军。
文化大革命期间，文国刚被下放至南京仪表机械厂劳动。1975年出任江苏省击剑队教练。1977年初开始接手训练栾菊杰，任国家体委中国女子花剑队教练。1979年，他带领江苏队在第四届全运会上获得2枚金牌。1984年，弟子栾菊杰获得洛杉矶奥运会女子花剑个人金牌，这是中国击剑队夺得的第一块奥运金牌。曾任中国奥委会委员，中国击剑协会副主席、教练委员会主委，江苏省政协常委，全国政协委员（1993年－1998年）等职。1996年从国家队教练位置退休。2000年夏到达美国。2002年开始担任哈佛大学男女花剑队助理教练。
2020年3月23日在上海逝世。